# 新世界 (映画)
『新世界』（伊語 Il nuovo mondo）は、1962年（昭和37年）製作、1963年（昭和38年）公開、イタリア・フランス合作のオムニバス映画『ロゴパグ』の一篇として、ジャン＝リュック・ゴダールが監督した短篇映画である。

## 概要
オムニバス全体についてはロゴパグを参照。
オムニバス映画『ロゴパグ』は、ロベルト・ロッセリーニ、ジャン＝リュック・ゴダール、ピエル・パオロ・パゾリーニ、ウーゴ・グレゴレッティの監督・脚本によるもので、4人の姓の頭文字からタイトルがつけられた。ゴダールは本作、『新世界』をフランスの首都パリで撮影した。パリ上空での核爆発が引き起こした世界の終焉を描いた。
主演のジャン＝マルク・ボリは、ゴダールが育ったスイスヴォー州生まれの映画俳優で、21歳のときにアンドレ・カイヤット監督の『黒い書類』でデビューし、本作撮影当時28歳で、ロジェ・ヴァディム監督の『戦士の休息』（1962年）撮影後に本作に出演した。アレクサンドラ・スチュワルトは、カナダケベック州モントリオール生まれの女優で、20歳のとき、ヌーヴェルヴァーグの映画監督のひとりであるピエール・カスト監督の『美しい年齢』（1959年）でデビューし、ジャック・ドニオル＝ヴァルクローズ監督の『唇(くち)によだれ』（1960年）、フランソワ・トリュフォー監督の『黒衣の花嫁』（1968年）等、ヌーヴェルヴァーグの映画作家の作品に出演した。
クレジットされていないが、ミシェル・ドラーユは、アルジェリアのアルジェに生まれ、本作がほぼ映画デビュー作となり、『はなればなれに』（1964年）、『アルファヴィル』（1965年）に出演した後、リュック・ムレやトリュフォー、ジャック・リヴェット作品に出演をつづけた。ジャン＝アンドレ・フィエスキは、本作で映画に初出演した後、短篇映画で監督デビューした『カイエ・デュ・シネマ』誌出身の映画作家である。アンドレ・S・ラバルトも、『カイエ・デュ・シネマ』誌出身の映画作家で、今日にいたるまでゴダールの盟友であり続け、1990年代にも『子どもたちはロシア風に遊ぶ』（1993年）、『JLG/自画像』（1995年）等のゴダール作品に出演している。

## ストーリー
フランスの首都パリ。ある男（ジャン＝マルク・ボリ）が、自分のガールフレンド（アレクサンドラ・スチュワルト）を含めた、自分の周りがなんだか変だと感じる。機械がおかしな動きをする、人々の話に論理性が欠けていたり、薬を大量に摂取してしまったりといったことなのだが。世界の変化に気づいた彼は、それをノートに克明に記録しようとする。
男の気づいた世界の変化の原因は、核爆発であった。パリ上空12万メートルで、人知れず核が爆発し、静かに地上を侵していたのであった。男の記録は世界の終焉の記録となった。

## スタッフ
- 監督・脚本 : ジャン＝リュック・ゴダール
- 撮影監督 : ジャン・ラビエ
- 編集 : アニエス・ギュモ
- 助監督 : シャルル・L・ビッチ
- 音楽 : カルロ・ルスティケッリ
- プロデューサー : アルフレード・ビニ
- 製作 : アルコ・フィルム、シネリッツ、ソシエテ・シネマトグラフ・リール

## キャスト
- ジャン＝マルク・ボリ （男）
- アレクサンドラ・スチュワルト （アレクサンドラ）

ノンクレジット
- ミシェル・ドラーユ
- ジャン＝アンドレ・フィエスキ
- アンドレ・S・ラバルト

## 関連事項
- ジャン＝リュック・ゴダール監督作品一覧

## 註
1. ↑  #外部リンク欄、シネフィルイマジカサイト内の本作の項へのリンク先の記述を参照。二重リンクを省く。